# Catocala conjuncta
Pour l’article homonyme, voir Conjoint.
Espèce
La Conjointe (Catocala conjuncta ou Catocala coniuncta) est une espèce de lépidoptères de la famille des Erebidae.

## Distribution
On la trouve en Europe du Sud, en Afrique du Nord et au Moyen-Orient. En France, cette espèce méridionale remonte jusqu'en Vendée et aussi dans le Centre, l'imago de juillet à octobre.

## Description
Elle a une envergure de 70 à 75 mm. Ses ailes postérieures rouges présentent une ligne médiane foncée fine, régulière, ce qui la distingue de l'espèce proche Catocala promissa (la Promise).

## Chenille
Sa larve se nourrit du Chêne vert et d'autres espèces de chênes à feuillage persistant.

## Référence
Collectif d'entomologistes amateurs, Guide des papillons nocturnes de France : plus de 1620 espèces décrites et illustrées, Paris, Delachaux et Niestlé, 2007, 288 p. (ISBN 978-2-603-01429-5), p. 102 n° 910.